# 孙信孚
孙信孚（1915年—），男，江苏苏州人，中国眼科学家，曾任湖北医学院教授，第五、六、七届全国政协委员。